# هریپسیمه آوتیسیان
هریپسیمه نوریکی آوتیسیان (ارمنی: Հռիփսիմե Նորիկի Ավետիսյան؛ انگلیسی: Hripsimeh Avetisyan؛ ۱۷ ژوئن ۱۹۷۳) سیاستمدار اهل ارمنستان است که از تاریخ ۲۰۰۳ تا تاریخ ۲۰۰۷ سمت نمایندگی دوره سوم مجلس ملی جمهوری ارمنستان را برعهده داشت.

## زندگی‌نامه
وی در ۱۷ ژوئن ۱۹۷۳ در ایروان به دنیا آمد و از دانشگاه دولتی اقتصاد ارمنستان فارغ‌التحصیل گشت. 